# Povolide
Povolide es una freguesia portuguesa del concelho de Viseu, con 20,22 km² de superficie y 1747 habitantes (2011), distribuidos en ocho núcleos de población Su densidad de población es de 86.4 hab/km².
Situada en el extremo oriental del concelho de Viseu y limitando al sur con el de Mangualde, al este con el de Penalva do Castelo y al nordeste con el de Sátão, la freguesia de Povolide, con carta foral otorgada en 1513 por el rey D. Manuel, fue un municipio independiente hasta 1855.